# Bahnstrecke Haldensleben–Gardelegen
| Streckennummer: | 6906 Letzlingen–Gardelegen |                                      |                                      |
| Kursbuchstrecke: | 189k (1934) 210a (1944)    |                                      |                                      |
| Streckenlänge: | 37,2 km                    |                                      |                                      |
| Spurweite: | 1435 mm (Normalspur)       |                                      |                                      |
| |                            |                                      |                                      |
| \| \| \| von Magdeburg \| \| \| \| \| von Eilsleben \| \| \| \| 0,0 \| Haldensleben \| Haldensleben \| \| \| \| nach Weferlingen und nach Oebisfelde \| \| \| \| 5,3 \| Bülstringen \| Bülstringen \| \| \| 7,7 \| Satuelle \| Satuelle \| \| \| \| ehemals Preußen/Braunschweig \| \| \| \| 9,2 \| Uthmöden \| Uthmöden \| \| \| 12,3 \| Dorst \| Dorst \| \| \| 14,8 \| Zobbenitz \| Zobbenitz \| \| \| \| ehemals Braunschweig/Preußen \| \| \| \| 17,2 \| Klüden \| Klüden \| \| \| 19,9 \| Roxförde \| Roxförde \| \| \| 22,9 \| Wannefeld \| Wannefeld \| \| \| \| \| \| \| \| 23,8 \| Gefechtsübungszentrum Heer \| Gefechtsübungszentrum Heer \| \| \| 24,8 \| Letzlingen \| Letzlingen \| \| \| \| \| \| \| \| 30,7 \| Letzlingen Forst \| Letzlingen Forst \| \| \| \| Schnellfahrstrecke Hannover–Berlin \| \| \| \| \| und Berlin-Lehrter Eisenbahn \| \| \| \| 34,1 \| Kloster Neuendorf \| Kloster Neuendorf \| \| \| \| von Kalbe (Milde) \| \| \| \| \| von Stendal \| \| \| \| 37,2 \| Gardelegen \| Gardelegen \| \| \| \| nach Wolfsburg \| \| |                            |                                      |                                      |
| Strecke |                            | von Magdeburg                        | von Magdeburg                        |
| Abzweig geradeaus und ehemals von links |                            | von Eilsleben                        | von Eilsleben                        |
| Bahnhof | 0,0                        | Haldensleben                         | Haldensleben                         |
| Abzweig ehemals geradeaus und nach links |                            | nach Weferlingen und nach Oebisfelde | nach Weferlingen und nach Oebisfelde |
| Bahnhof (Strecke außer Betrieb) | 5,3                        | Bülstringen                          | Bülstringen                          |
| Bahnhof (Strecke außer Betrieb) | 7,7                        | Satuelle                             | Satuelle                             |
| Grenze (Strecke außer Betrieb) |                            | ehemals Preußen/Braunschweig         | ehemals Preußen/Braunschweig         |
| Bahnhof (Strecke außer Betrieb) | 9,2                        | Uthmöden                             | Uthmöden                             |
| Bahnhof (Strecke außer Betrieb) | 12,3                       | Dorst                                | Dorst                                |
| Bahnhof (Strecke außer Betrieb) | 14,8                       | Zobbenitz                            | Zobbenitz                            |
| Grenze (Strecke außer Betrieb) |                            | ehemals Braunschweig/Preußen         | ehemals Braunschweig/Preußen         |
| Bahnhof (Strecke außer Betrieb) | 17,2                       | Klüden                               | Klüden                               |
| Bahnhof (Strecke außer Betrieb) | 19,9                       | Roxförde                             | Roxförde                             |
| Bahnhof (Strecke außer Betrieb) | 22,9                       | Wannefeld                            | Wannefeld                            |
| Verschwenkung von rechts (Strecke außer Betrieb) |                            |                                      |                                      |
| Betriebs-/Güterbahnhof Streckenanfang · Strecke (außer Betrieb) | 23,8                       | Gefechtsübungszentrum Heer           | Gefechtsübungszentrum Heer           |
| Strecke · Bahnhof (Strecke außer Betrieb) | 24,8                       | Letzlingen                           | Letzlingen                           |
| Verschwenkung nach links · Verschwenkung nach rechts (Strecke außer Betrieb) |                            |                                      |                                      |
| ehemaliger Bahnhof | 30,7                       | Letzlingen Forst                     | Letzlingen Forst                     |
| Kreuzung geradeaus oben |                            | Schnellfahrstrecke Hannover–Berlin   | Schnellfahrstrecke Hannover–Berlin   |
| Strecke |                            | und Berlin-Lehrter Eisenbahn         | und Berlin-Lehrter Eisenbahn         |
| ehemaliger Bahnhof | 34,1                       | Kloster Neuendorf                    | Kloster Neuendorf                    |
| Abzweig geradeaus und ehemals von rechts |                            | von Kalbe (Milde)                    | von Kalbe (Milde)                    |
| Abzweig geradeaus und von links |                            | von Stendal                          | von Stendal                          |
| Bahnhof | 37,2                       | Gardelegen                           | Gardelegen                           |
| Strecke |                            | nach Wolfsburg                       | nach Wolfsburg                       |

Die Bahnstrecke Haldensleben–Gardelegen war eine eingleisige, nicht elektrifizierte Nebenbahn im Norden Sachsen-Anhalts. Zwischen Gardelegen und dem Truppenübungsplatz bei Letzlingen findet weiterhin Güterverkehr statt.

## Streckenbeschreibung
Die Strecke verband die Kreisstadt Haldensleben (bis 1939: Neuhaldensleben) im Norden der Magdeburger Börde mit der ehemaligen Kreisstadt Gardelegen in der Altmark. Im mittleren Abschnitt der Strecke führte die Strecke durch die Colbitz-Letzlinger Heide. Größter Ort zwischen den Endpunkten der Strecke war Letzlingen.

## Geschichte
1871 wurde Gardelegen an die Berlin-Lehrter Bahn angeschlossen. Ein Jahr später konnte das damalige Neuhaldensleben von Magdeburg aus mit der Bahn erreicht werden. Fortan gab es Bestrebungen, die beiden Städte durch eine Bahnstrecke zu verbinden. Auch die Dörfer entlang der möglichen Strecke erhofften sich einen Aufschwung. Es gab mehrere Alternativen für eine solche Strecke. Problematisch war, dass die braunschweigische Exklave Calvörde auf der direkten Strecke lag. Der Ort Calvörde war aber schon seit 1909 durch die Bahnstrecke Wegenstedt–Calvörde an das Bahnnetz angeschlossen.
Die Kleinbahn-AG Gardelegen-Neuhaldensleben wurde am 5. April 1910 gegründet. Am 21. Mai 1911 wurde die 38 Kilometer lange, normalspurige Strecke offiziell eröffnet, nachdem schon im November 1910 Güterverkehr stattgefunden hatte. Sie durchzog die Colbitz-Letzlinger Heide von Süd nach Nord und berührte dabei im Gebiet von Zobbenitz auf einer Länge von fünf Kilometern die Exklave Calvörde.
Die Betriebsführung der Strecke oblag in den ersten Jahrzehnten der Eisenbahn-Abteilung des Provinzialverbandes Sachsen in Merseburg. 
Bei Betriebsaufnahme waren zwei zweiachsige und zwei dreiachsige bei Henschel gebaute Lokomotiven vorhanden, außerdem sechs zweiachsige Personenwagen, zwei Gepäckwagen und 23 Güterwagen.
1914 verkehrten täglich fünf Zugpaare, an Markttagen in Gardelegen sechs.
1922 fusionierten die Kleinbahn-AG Gardelegen-Neuhaldensleben und die Kleinbahn-AG Neuhaldensleben-Weferlingen zur Gardelegen-Haldensleben-Weferlinger Kleinbahn-AG (GHWK). 1942 wurde sie in Gardelegen-Haldensleben-Weferlinger Eisenbahn-AG (GHWE) umbenannt.
1933 setzte die GHWE auch auf der Strecke Haldensleben–Gardelegen zu Schienenomnibussen umgebaute Doppelstockbusse ein. Der Einsatz dauerte bis in das erste Kriegsjahr.
Von 1939 bis 1943 verkehrte neben den üblichen Nahverkehrszügen ein tägliches Eilzugpaar von Salzwedel über Kalbe (Milde) und Gardelegen nach Haldensleben.
1946 ging die Betriebsführung auf der Strecke auf die Sächsischen Provinzbahnen GmbH über, schließlich am 1. April 1949 auf die Deutsche Reichsbahn.
Diese legte den Abschnitt Haldensleben–Letzlingen am 3. Oktober 1951 still und baute die Gleise ab. Von Gardelegen bis Letzlingen verkehrten Personenzüge noch bis 25. September 1971, Güterzüge vorerst bis 21. Dezember 1993.
Nachdem eine wichtige Brücke für den Bau der Schnellfahrstrecke Hannover–Berlin Mitte der 1990er Jahre abgerissen worden war, wurde die Strecke am 31. Januar 1998 formell stillgelegt. 2002 wurde jedoch eine neue Brücke eingesetzt, sodass wieder Züge nach Letzlingen verkehren können. Die Strecke ist nun eine nicht-öffentliche Anschlussbahn der Bundeswehr, die den Übungsplatz in der Colbitz-Letzlinger Heide anbindet.